# Singapura nos Jogos Olímpicos de Verão de 1972
Singapura competiu nos Jogos Olímpicos de Verão de 1972, realizados em Munique, Alemanha Ocidental.